# André da Costa Belo

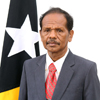
André da Costa Belo

André da Costa Belo (* 12. Mai 1957 in Atelari, Laga, Baucau, Portugiesisch-Timor; † 12. November 2018 in Fatuhada, Dili, Osttimor), Kampfname L4, war ein Veteran des Unabhängigkeitskampfes Osttimors gegen Indonesien und ein osttimoresischer Politiker. Costa war der dritte Vize-Rektor der Universidade de Díli (UNDIL) und hatte einen Professorentitel inne.

## Werdegang
Während der indonesischen Besatzungszeit bis 1999 war Costa Mitglied der Guerillabewegung FALINTIL, die bewaffnet gegen die Besatzung vorging. 1981 ergab er sich den Indonesier, war aber Mitbegründer der Organisationen Santo Antonio (1983) und Sagrada Família (1989), die als Widerstandsgruppen galten. Bei Sagrada Família wurde Belo stellvertretender Chef unter Cornélio da Conceição Gama (L7).
2004 kam es zwischen Veteranen und der Polizei zu Zusammenstößen, wonach 31 Personen festgenommen wurden. Gama und Costa waren unter ihnen. Staatspräsident Xanana Gusmão vermittelte persönlich in dem Konflikt.
2006 trat Costa als Sprecher der Nationalen Bewegung des osttimoresischen Widerstandes (MONVERTIL) auf.
In der von Gama 2005 gegründeten Partei UNDERTIM war Costa ebenfalls stellvertretender Vorsitzender, bis es durch interne Querelen zum Bruch kam. Gama und Costa wurden Mitglied der Partidu Libertasaun Popular (PLP). Costa war der erste Parteisprecher der PLP, bis er im Juni 2017 von Fidelis Leite Magalhães abgelöst wurde. Bei den Parlamentswahlen in Osttimor 2017 trat Costa erfolglos auf Platz 17 der PLP-Liste an.
Seit 2015 war Costa der dritte Vize-Rektor der UNDIL, mit der Zuständigkeit für studentische Angelegenheiten. Zudem war er erster Sekretär des Verwaltungsrates von BOAKRIL, der Stiftung der Universität.
Am 29. September 2017 wurde Belo zum Staatssekretär für Veteranen ernannt. Seine Amtszeit als Staatssekretär endete mit Antritt der VIII. Regierung Osttimors am 22. Juni 2018.
Am 12. November 2018 verstarb Belo im Alter von 59 Jahren in seinem Heim in Dilis Stadtteil Fatuhada und wurde mit militärischen Ehren auf dem Heldenfriedhof in Metinaro beigesetzt.